# 율수재
율수재(聿修齋)는 경상북도 고령군 성산면 상용리에 있는, 성주인 이수인(李守認)을 추모하고 문중의 화합을 위해 1920년에 건립한 재사이다. 2019년 10월 7일 고령군의 향토문화유산 제13호로 지정되었다.

## 지정 사유
율수재는 성주인 이수인(李守認)을 추모하고 문중의 화합을 위해 1920년에 건립한 재사이다. 3량 가를 측량으로 이용하여 외기를 얹고 팔작지붕으로 구성한 가구는 이 지역에서 종종 보이는 수법으로 지역적 특성을 잘 보여준다. 건립 당시의 모습을 비교적 잘 간직하고 있으며, 보존상태가 양호하여 향토문화유산으로 지정한다.